# Shiba Kōkan

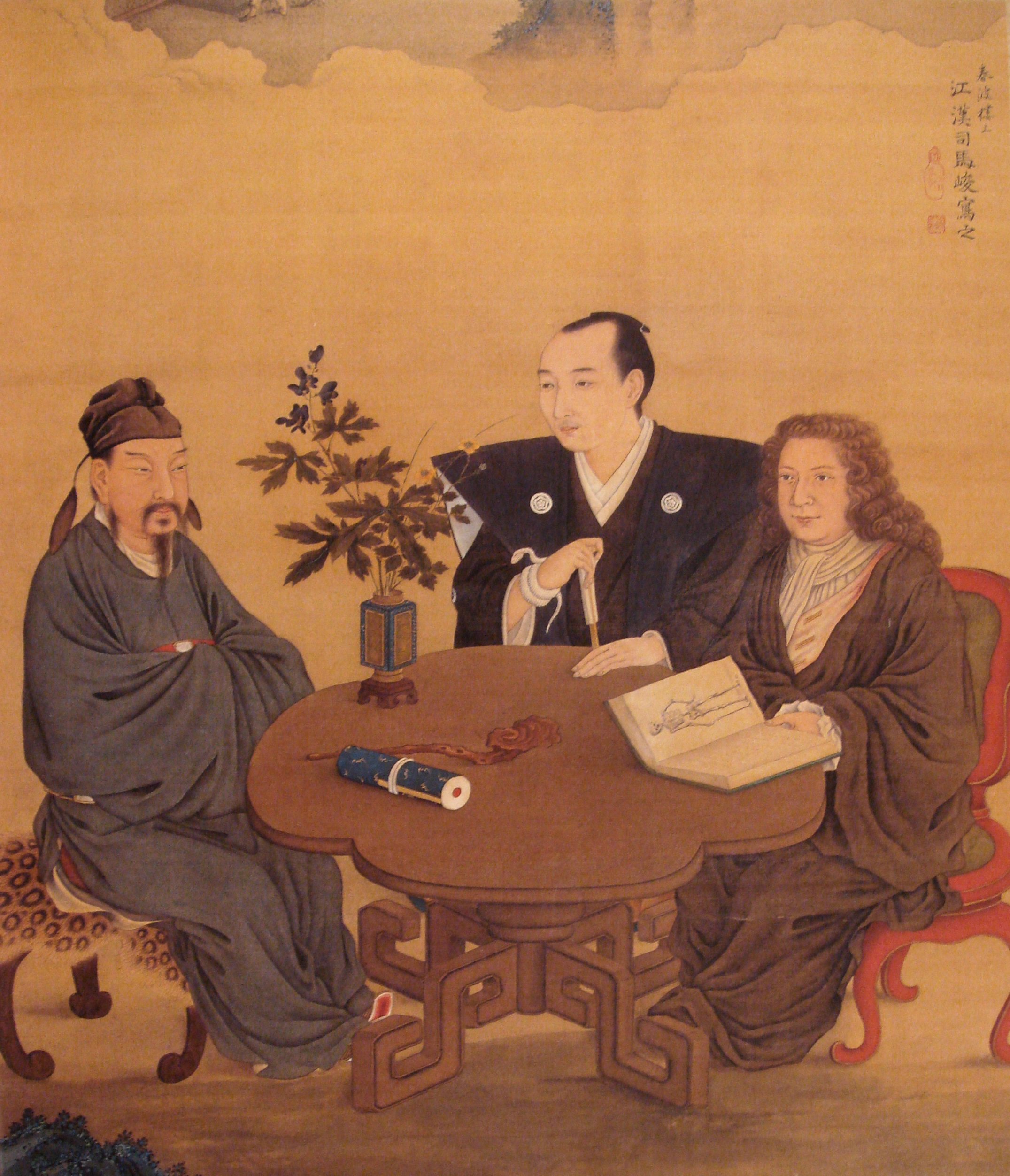
Una reunión del Japón, la China y Occidente, de Shiba Kōkan.

Shiba Kōkan (司馬江漢?), seudónimo artístico de Suzuki Harushige (鈴木春重?) (1747–1818), fue un pintor y grabador japonés del período Edo, famoso tanto por sus pinturas de estilo occidental, que imitaban el estilo, los métodos y los temas de las pinturas al óleo holandesas, y que firmaba Kōkan, como por sus grabados ukiyo-e, principalmente falsificaciones de los trabajos de Suzuki Harunobu, que creaba con el nombre de Harushige. Kōkan no pretendía esconder o disimular sus falsificaciones, incluso se dice que fanfarroneaba de su habilidad en falsificar tan bien al gran maestro.

## Biografía
Alumno de Suzuki Harunobu, de Sō Shiseki y de Hiraga Gennai, Kōkan dominaba una variedad de estilos bien diferentes, y también era un gran innovador, explorando nuevos métodos y estilos por sí mismo. En 1783 fue el primer artista japonés en hacer servir el grabado calcográfico con éxito. Después de la muerte de Harunobu en 1770, Kōkan puso la firma de Harunobu en unos cuantos de sus grabados, que en su momento se aceptaron como auténticas obras de Harunobu. Actualmente, los historiadores del arte han observado el estilo caligráfico distintivo de la firma de Harunobu falsa, el uso de la perspectiva occidental y las figuras un poco menos delicadas de los trabajos de Kōkan.
Como muchos otros artistas del período Edo, Kōkan hizo servir una gran variedad de seudónimos en diferentes momentos de su carrera, aunque los más habituales son Shiba Kōkan, Suzuki Harushige y ligeras variaciones de estos dos, como Shiba Shun y Suzuki Shun (siendo shun otra forma de leer el mismo carácter kanji que forma el haru de Harunobu o Harushige), mientras que sus otros nombres incluyen Andō, Kichijirō, Katsusaburō, Fugen-dōjin, Kungaku, Rantei y Shunparō.
Kōkan vivía en Nagasaki, y fue estudiante de rangaku (estudios holandeses) además de su actividad como artista. Interesado por la astronomía, escribió e ilustró un libro sobre las teorías de Copérnico, titulado Explicación de la astronomía de Copérnico ilustrada (コッペル天文図解 Kopperu temmon zukai?).